# Турку-Пори
Ляни (губерния) Турку-Пори (фин. Turun ja Porin lääni), в 1646—1811 годах — лен Або и Бьёрнеборг (швед. Åbo och Björneborgs län), в 1811—1917 годах — Або-Бьёрнеборгская (Абовская) губерния, — административно-территориальная единица, существовавшая в 1634—1997 годах и входившая в состав Швеции, Российской империи и независимой Финляндии.
Была создана в 1634 году как один из восточных ленов (губерний) Швеции и с 1646 года именовалась леном Або и Бьёрнеборг в честь городов Турку (по-шведски Або; столица лена) и Пори (по-шведски Бьёрнеборг; второй по размеру город). Центр лена являлся крупнейшим и наиболее важным городом шведской Финляндии.
В ходе русско-шведской войны 1808—1809 годов территория лёна вместе со всей Финляндией отошла к Российской империей. В 1811 году, после образования Великого княжества Финляндского в составе Российской империи, лён стал именоваться Або-Бьёрнеборгской или Абовской губернией. На несколько лет, до переноса столицы в Хельсинки (Гельсингфорс), центр губернии стал административным центром княжества.
В 1917 году, после провозглашения независимости Финляндии, губерния вошла в её состав и стала именоваться ляни Турку-Пори. Под этим названием она просуществовала до реформы 1997 года, упразднившей деление Финляндии на ляни.
Губерния занимала юго-западную оконечность Финляндии. Площадь в XIX веке — 23 тыс. км² (4,28 % территории покрыто озёрами). Население — 693 тыс. (1974), в том числе городского — 57 %.

## История

### Швеция
Ляни (лен) Турку и Пори был создан в 1634 году во время учреждения разделения Швеции и входившей в её состав Финляндии на лены по инициативе графа Акселя Оксеншерна с целью модернизации системы управления. Деление на лены заменило собой разделение на провинции. Изначально он назывался лен Або (швед. Åbo län), с центром в Або (финское название Турку). В состав лена входили также Аландские острова.
В 1641—1646 годах было намерение создать лен Бьёрнеборг (швед. Björneborgs län) с центром в Бьёрнеборге (финское название Пори), но от этих планов отказались. Однако название округа было изменено на лен Або и Бьёрнеборг (швед. Åbo och Björneborgs län).
В 1775 году площадь лена значительно сократилась, когда большая часть области Верхняя Сатакунта была передана в лен Нюланд и Тавастгус, а регион Этсери — в лен Васа.
В 1808—1809 годах в ходе русско-шведской войны Российская империя захватила территорию лена вместе со всей шведской Финляндией. По условиям заключённого в 1809 году Фридрихсгамского мирного соглашения Швеция уступила эти территории России.

### Российская империя
В Российской империи было образовано Великое княжество Финляндское со своей конституцией. Административное деление сохранилось, однако лены именовались губерниями, подобно остальным губерниям страны. Так Åbo och Björneborgs län вначале был переведён на русский как Абовская и Биернеборгская губерния. Затем губерния именовалась Абовская и Або-Бьёрнеборгская.
В 1870 году площадь губернии вновь сократилась — окрестности современного Тампере также были переданы в Тавастгусскую губернию (Хяме).
В 1888 году в губернии было 380,5 тыс. жителей; из них (по данным 1880 года) финнов — 82,72 %, шведов (на Аландских островах и в прибрежных районах) — 17 %.
В 1908 году губерния состояла из 10 уездов: Пийккис (Piikkiö), Вехмо (Wehmaa), Вирмо (Mynämäki), Маску (Masku), Аландские острова (Åland), Верхне-Сатакунта Верхний (lkalls), Верхне-Сатакунта Средний (Tyrvis), Верхне-Сатакунта Нижний (Lolmijoki), Нижне-Сатакунта (Ulfsby), Халикко (Halikko).

### Независимая Финляндия
После обретения Финляндией независимости финские название губерний и городов были приняты в качестве официальных вместо ранее использовавшихся шведских.
В 1918 году Аландские острова были выделены в отдельный лен (ляни), чтобы предоставить их жителям автономию в границах Финляндии. Это было закреплено в 1921 году, когда вопрос об Аландских островах решила Лига Наций, признав принадлежность островов Финляндии, но на правах широкой автономии.
После получения Финляндией независимости Конституция 1919 года предусматривала, что финские граждане пользуются финским и шведским языками и имеют право использовать оба языка в законодательстве и делопроизводстве. Однако использование финского языка увеличилось настолько, что использование шведского стало фактически правом меньшинства. К 1930-м годам финское название (фин. Turun ja Porin lääni) в русском языке через транслитерацию стало ляни Турку — Пори.
Последние изменения границ произошли в 1990 году (Сомеро был переведен из ляни Хяме в ляни Турку и Пори) и в 1993 году (Хямеенкюрё, Икаалинен, Кихниё, Мухиярви, Паркано и Вильяккала были переведены из ляни Турку и Пори в ляни Хяме). В 1997 году ляни Турку и Пори, как и другие ляни Финляндии, за исключением Лапландии и Оулу, были упразднены. Территория вошла в ляни Западная Финляндия. В 1997 году в округе было 87 муниципалитетов, 18 из которых были городами.
В 1997 году ляни Турку-Пори была объединён с ляни Вааса и Центральная Финляндия, а также северной частью ляни Хяме, в ляни Западная Финляндия.
1 января 2010 года деление на ляни в Финляндии было упразднено. Однако было создано Агентство регионального управления, получившее полномочия губернских правлений. Также сохранилось деление Финляндии на провинции.

## География
С запада омывается Ботническим заливом. Район Турку-Пори, как и почти вся Финляндия, перерезан горными гранитными цепями, посреди которых образовались многочисленные озёра и болота. Возвышаясь многочисленными утёсами на самом берегу моря, гранитные цепи образуют на поморье множество скалистых островов или шхер, чрезвычайно затрудняющих мореплавание, но вместе с тем имеется и множество безопасных гаваней. Южная часть Турку-Пори усеяна крутыми горами, покрытыми лесами. Северная часть менее гориста в сравнении с южной, а средняя несколько волниста, и холмы перемежаются в ней с долинами и луговыми пространствами.
Судоходных рек, кроме Кумо и, отчасти, Ауры, нет. Из 150 озёр наиболее крупное — Пюхяярви.
Снег покрывает землю в продолжение 5 месяцев; летом нередки ночные морозы, особенно в низменных болотистых местах. Леса занимают немногим более половины всей территории Турку-Пори. Основные породы — дуб, ясень, липа, сосна и ель.

## Губернаторы
| Имя                           | Титул, чин, звание                      | Время замещения должности |
| ----------------------------- | --------------------------------------- | ------------------------- |
| Кнут фон Тройль               | барон, камергер                         | 1806—1816                 |
| Карл Эрик Маннергейм          | барон, действительный статский советник | 1816—1826                 |
| Валлениус Эрик                |                                         | 1826—1828                 |
| Бруберг Адольф                |                                         | 1828—1831                 |
| Гартман, Лаврентий Гаврилович |                                         | 1831—1840                 |
| Кронштедт, Антон Карлович     |                                         | 1842—1856                 |
| Ланденшёльд Карл Теодор       |                                         | 1856—1858                 |
| Цедеркрейц Юхан Аксель        |                                         | 1863—?                    |
| Гройц Карл Магнус             |                                         | 1866—1889                 |
| Труиль Густав Самуэль         |                                         | 1889—1891                 |
| Кремер Вильхельм Теодор       |                                         | 1891—1903                 |
| Ланг Теодор Гальмар           |                                         | 1903—1905                 |
| Боргенстрем Кнут Густав       |                                         | 1905—1911                 |
| Вуоринен Эмиль Ильмари        |                                         | 1911—1917                 |